# Molla kyrka
Molla kyrka är en kyrkobyggnad i sydvästra delen av Herrljunga kommun. Den tillhör sedan 2021 Herrljungabygdens församling (tidigare Molla församling) i Skara stift. 

## Kyrkobyggnaden
Kyrkan ligger på en höjd norr om Mollasjön mitt i bebyggelsestråket i Nossans dalgång. Byggnaden anses vara uppförd under slutet av 1100-talet och den har byggts om och till flera gånger, bland annat åren 1772, 1794, 1835 och 1882. Byggnadsmaterialet är natursten som har vit spritputs. Under en omfattande renovering 1745-1754 tillkom det tresidigt avslutade koret i öster och troligen även den utbyggda sakristian i norr. Vapenhuset i väster har vit stående lockläktpanel. Sadeltaket, avsmalnat över koret, är spåntäckt, men var fram till 1935 till hälften täckt av bly. Ursprungligen fanns kyrkans huvudingång på södra långväggen, vilket syns som en nisch på väggens insida. Där finns en glasmonter med gamla mynt, som hittats vid olika grävningar på kyrkogården. Denna dörr igensattes år 1876, då en ny med vapenhus byggdes i väster.
Vid renovering 1935 återfick kyrkan sin 1700-talsprägel. Då tog konservatorn Olle Hellström fram flera kalkmålningar på långväggarna som troligen är från 1600-talet.
Klockstapeln tillkom 1709 och byggdes om 1827. Den har faluröd stående lockläktpanel och spåntäckt tak med en spira från 1700-talet. 

## Inventarier

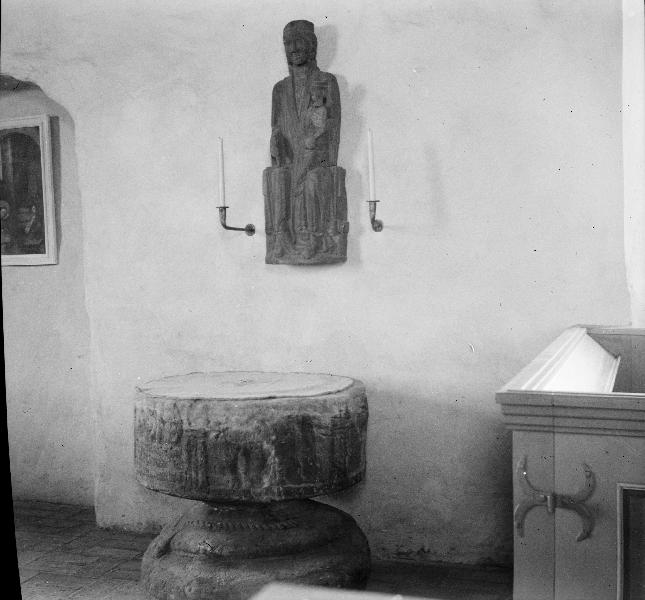
Dopfunten och madonnaskulpturen.

- Dopfunt av sandsten från 1100-talet tillverkad i två delar och tillhörig en grupp som döpts efter funten i Molla, vilka alla är försedda med djurfigurer. Höjd: 74 cm. Cuppan är stor och cylindrisk med en plan något skrånande undersida. På livet finns följande, genom vittring otydliga, figurer inom fyrkantiga fält: 1) Fyrfotadjur. 2) Ett liknande som nr 1 och vänt mot detta. 3) En rad gestalter. 4) Fler gestalter. 5) Djur. Fotskivan är rund med kraftig vulst. Centralt uttömningshål. Mycket omfattande och delvis lagade skador.[2]
- En tronande madonnaskulptur från 1200-talet utförd i ek. Höjd 96 cm.[3]
- En medeltida träskulptur, troligen föreställande Johannes Döparen med ett lamm i handen, har fått sin plats i en nisch i södra korväggen.
- Ljuskronorna är av malm och kristall från 1700-talet.
- Altartavlan består av ett krucifix, krönt av en medaljong med texten; "Se Guds lamm, som borttager världens synder". På ömse sidor om bilden finns två gestalter, symboler för Tron och Hoppet. Altaruppsatsen är tillverkad år 1701.
- Ovanför altaret i taket finns en ljusomstrålande treenighetssymbol.
- Predikstolen är försedd med en baldakin och från 1600-talet. Där hänger en duva som symbol för den helige Ande.
- Brudkronan av förgyllt silver bytte man till sig år 1743, den är tillverkad år 1687.
- En mässhake från 1700-talet finns i en glasmonter.

### Klockor
- Storklockan är av en senmedeltida normaltyp utan inskrift.[4]
- Lillklockan göts 1726-1727 och göts om 1758. På lillklockan finns texten: "Jag minner hjertan på sin Gud med bön åkalla jag bjuder skynda så när eld vill överfalla jag bådar att en själ från kroppen tags till Gud i grafen när en träl får hvila, hörs mitt ljud".

### Orgel
- Orgeln är placerad på västra läktaren och byggd 1928 av Nordfors & Co. Den har sju stämmor fördelade på manual och pedal och är orörd sedan tillkomsten. Orgelfasaden härstammar från den första orgeln från 1888.[5]

## Exteriörbilder

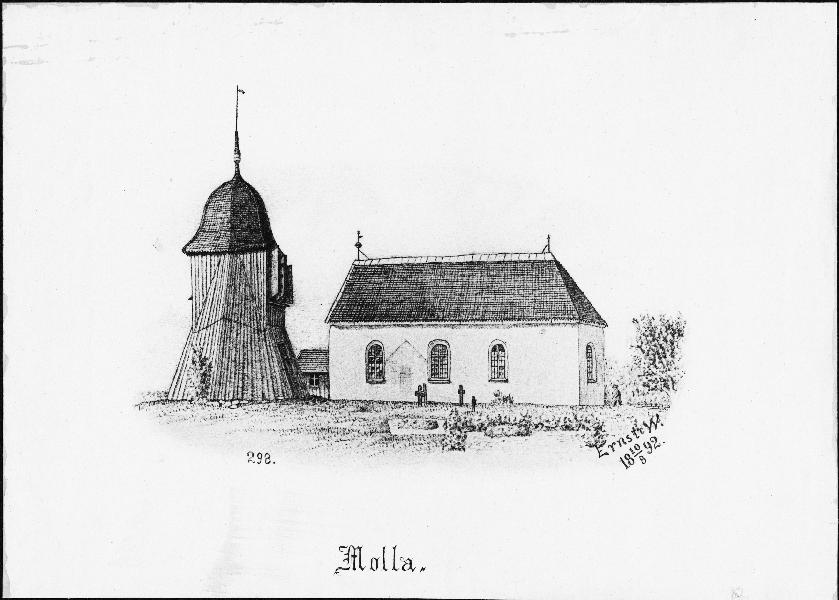
Teckning från 1892.
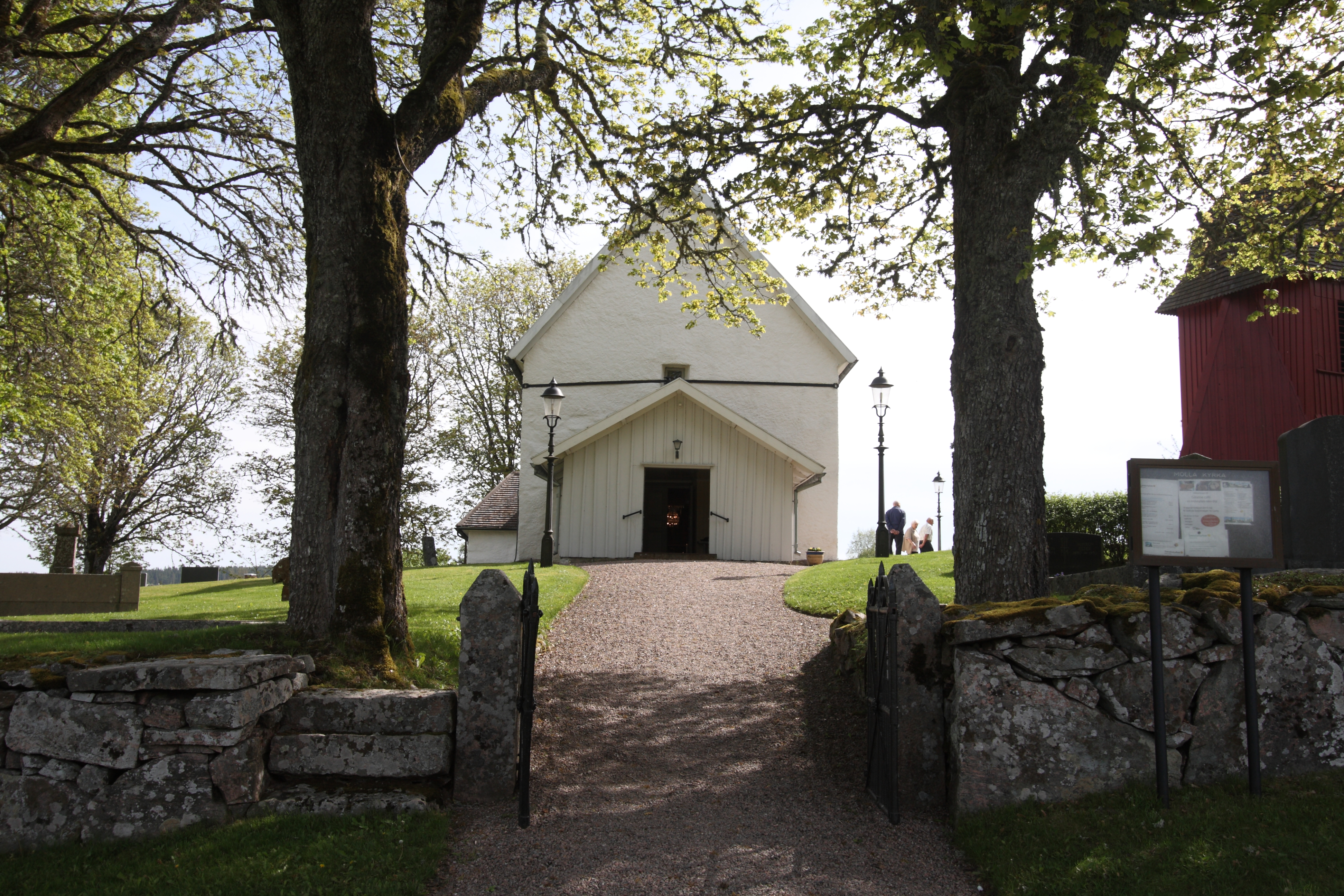
Exteriör från väst
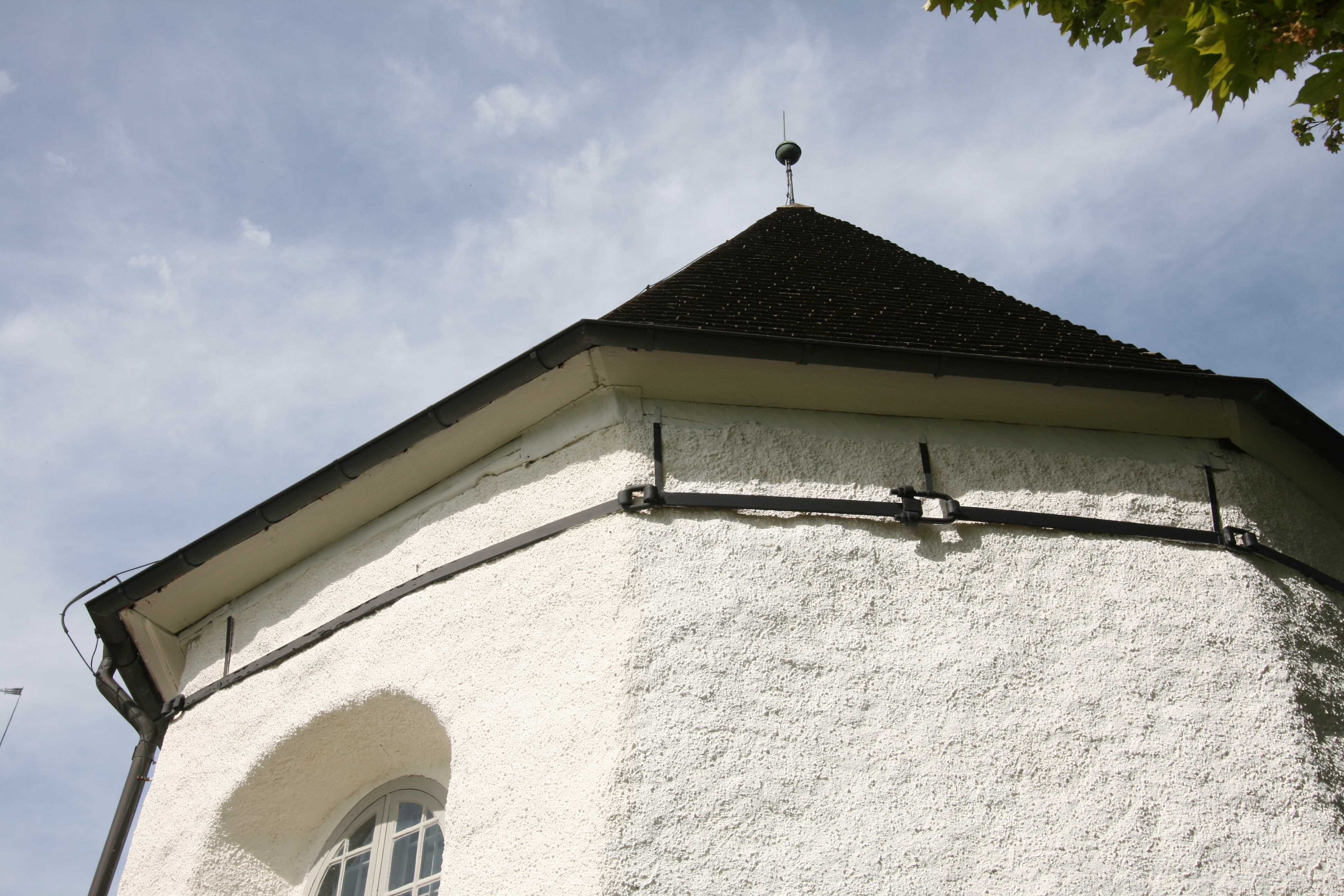
Fasaddetalj med band som sattes på efter jordbävningen 23 oktober 1904

## Interiörbilder

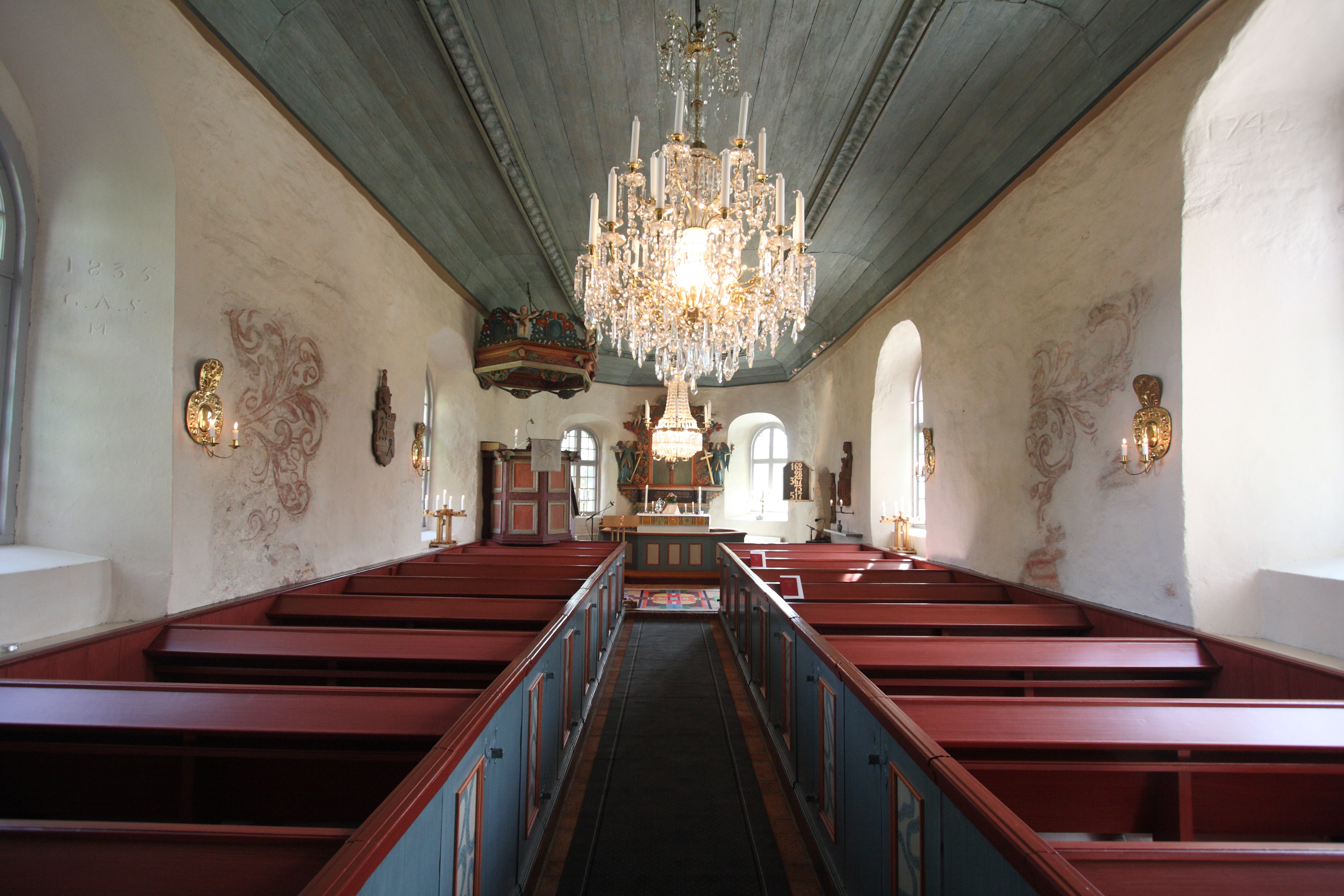
Interiör mot koret
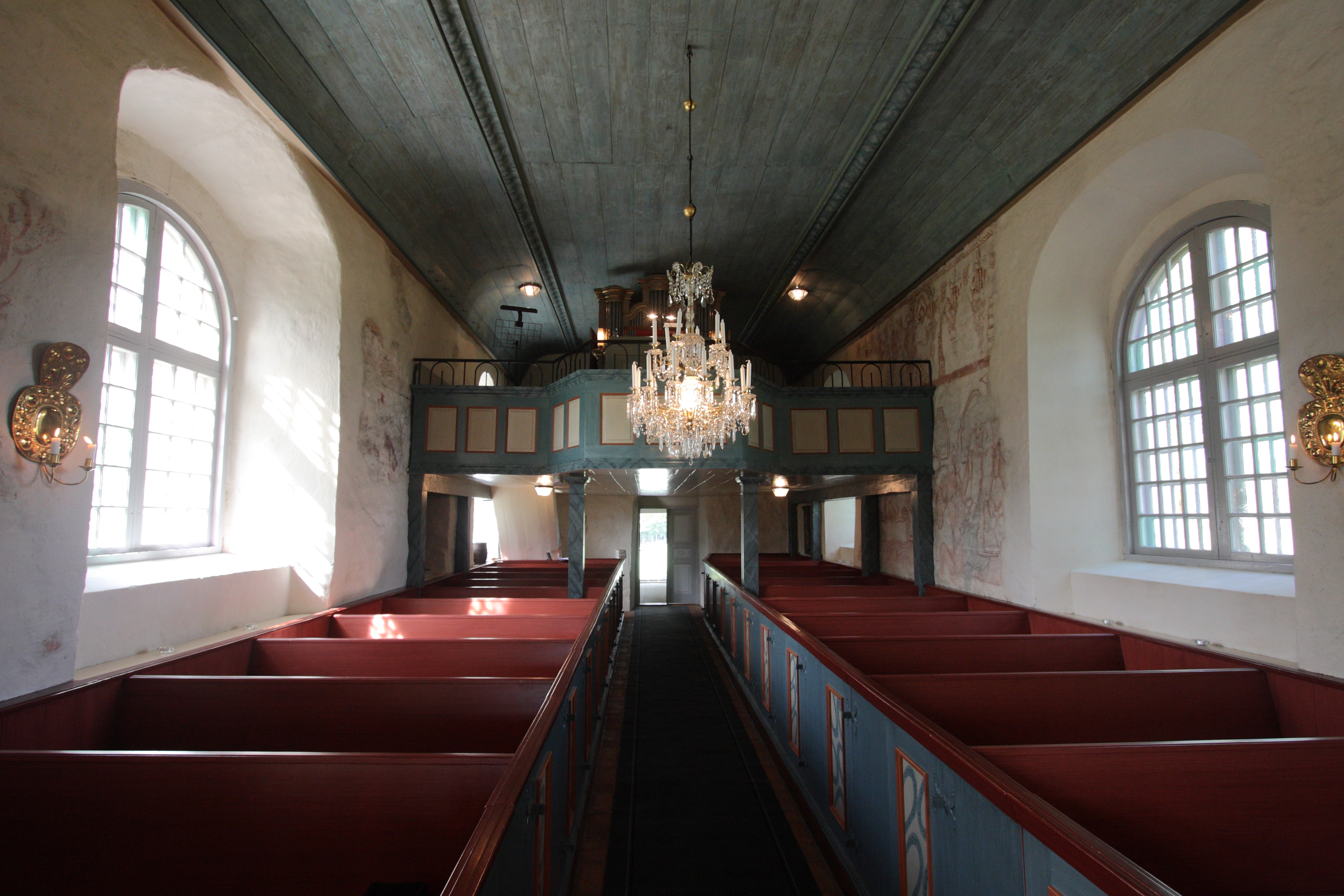
Interiör mot orgelläktaren
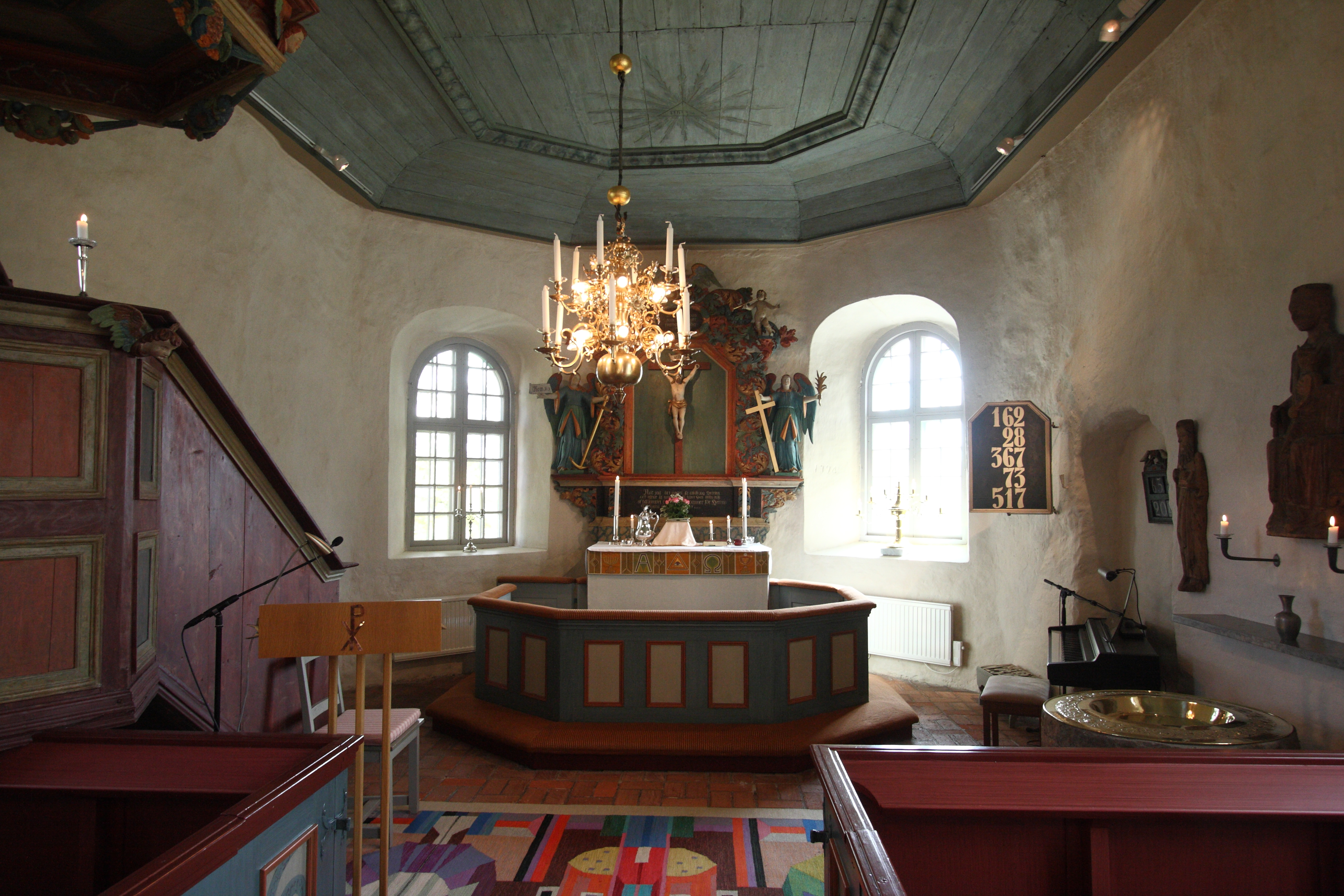
Koret
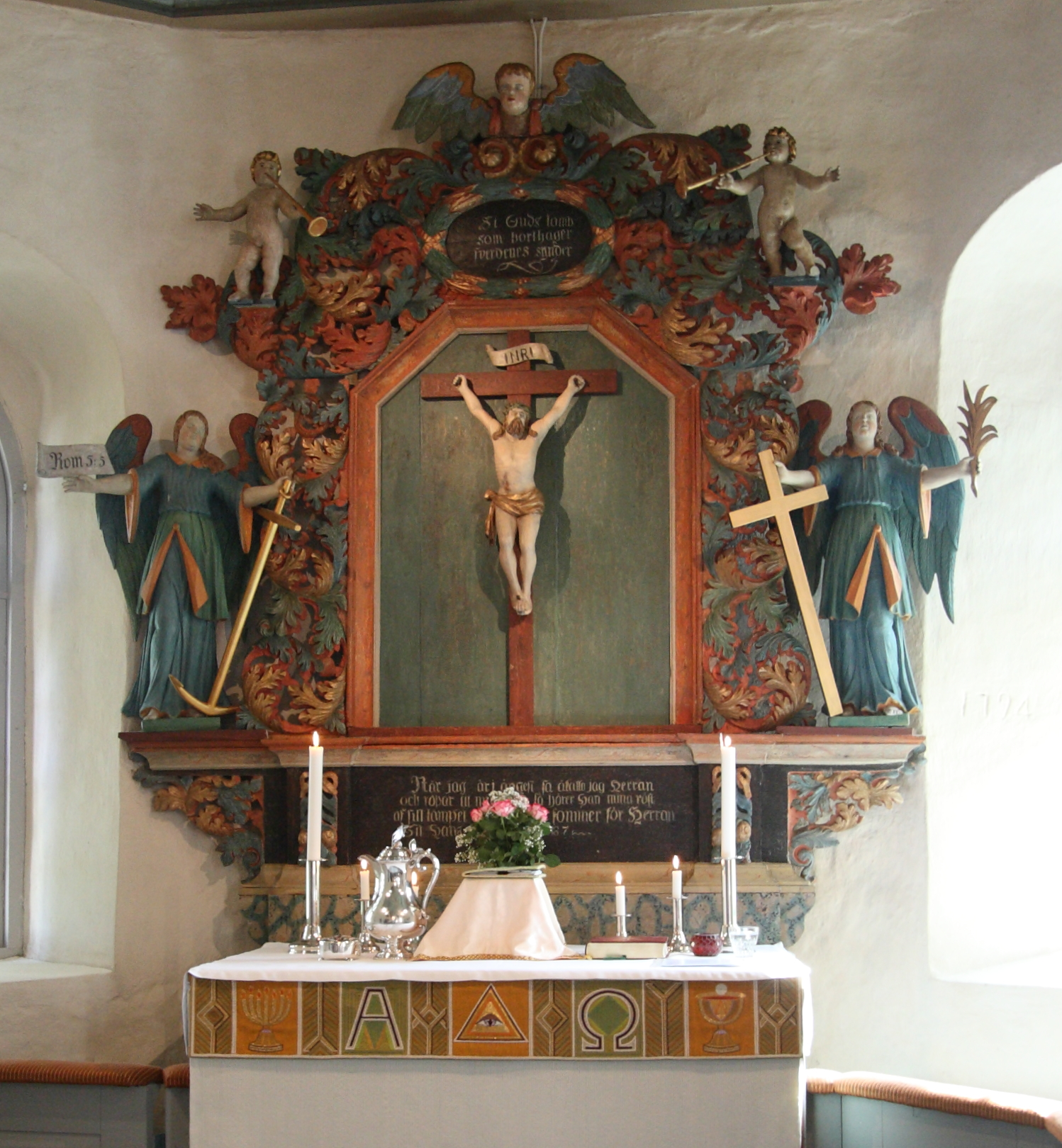
Altaret
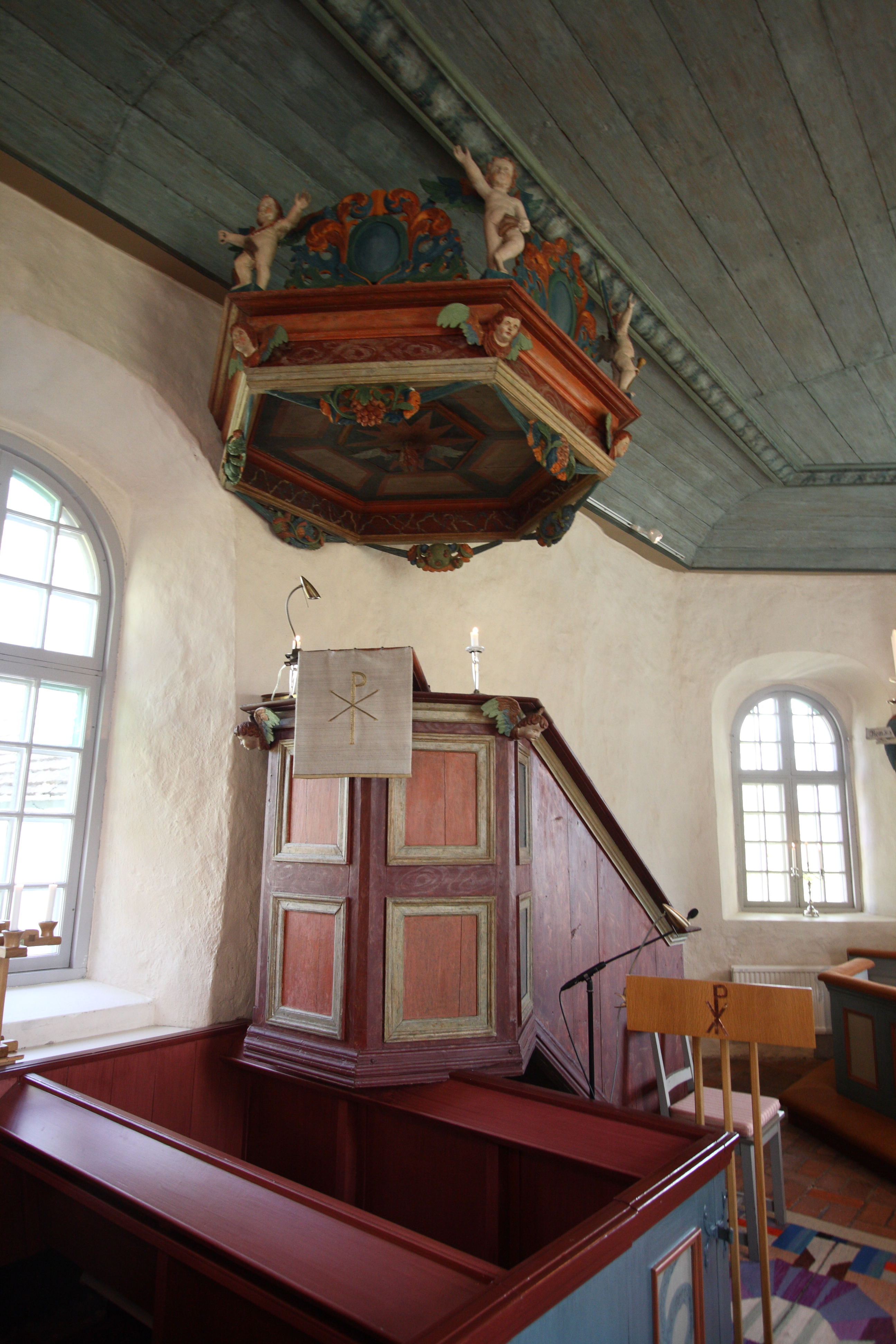
Predikstolen
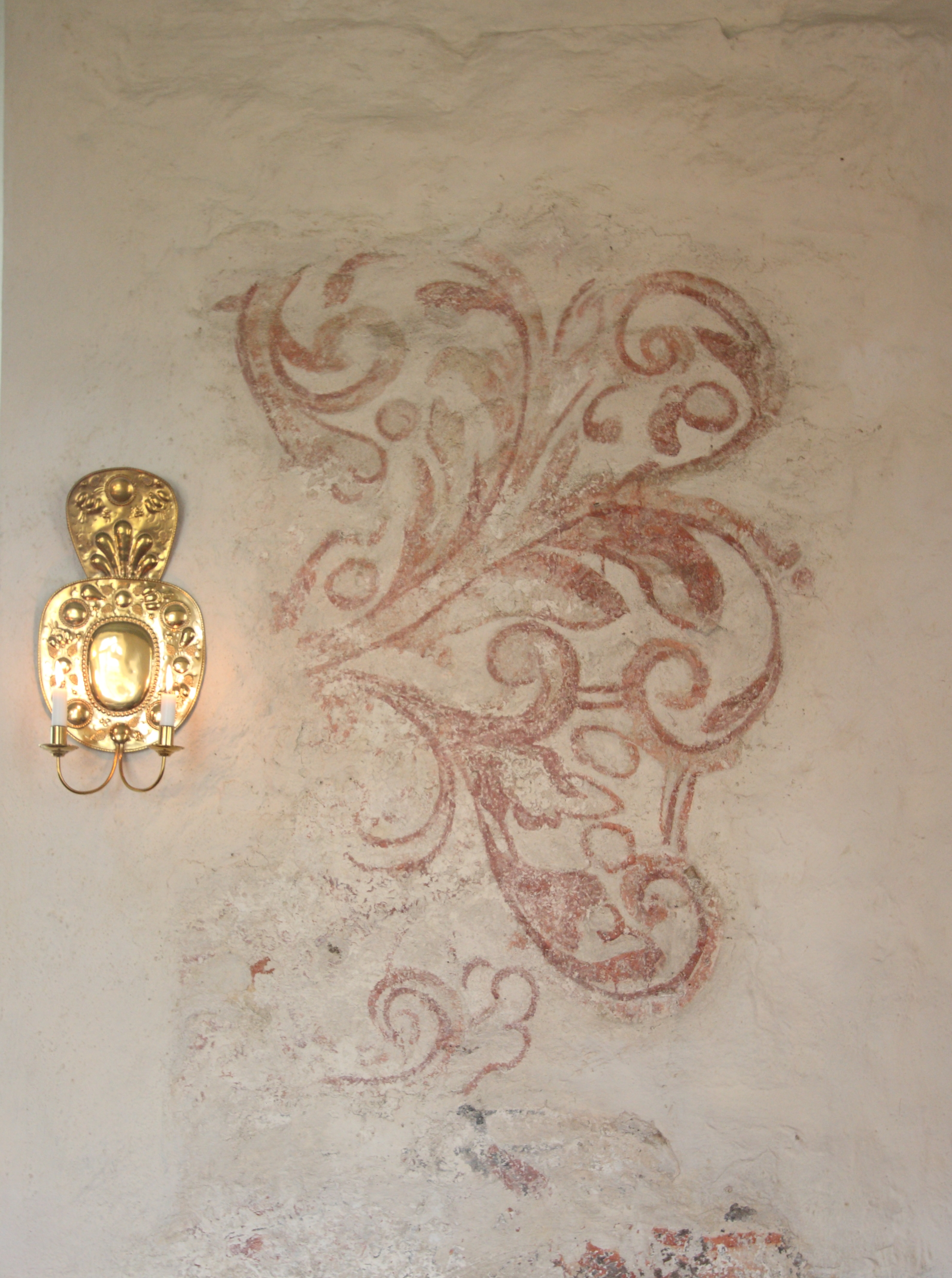
Väggmålning